# El Potosino
El Potosino är en ort i Mexiko.   Den ligger i kommunen San Luis de la Paz och delstaten Guanajuato, i den centrala delen av landet, 250 km nordväst om huvudstaden Mexico City. El Potosino ligger 1 987 meter över havet och antalet invånare är 159.
Terrängen runt El Potosino är platt åt nordväst, men åt sydost är den kuperad. Terrängen runt El Potosino sluttar västerut. Runt El Potosino är det ganska tätbefolkat, med 62 invånare per kvadratkilometer. Närmaste större samhälle är San Luis de la Paz, 14,9 km nordost om El Potosino. Trakten runt El Potosino består till största delen av jordbruksmark.